# Shimano
 (mars 2017).
Si vous disposez d'ouvrages ou d'articles de référence ou si vous connaissez des sites web de qualité traitant du thème abordé ici, merci de compléter l'article en donnant les références utiles à sa vérifiabilité et en les liant à la section « Notes et références ».
Shimano est une entreprise japonaise spécialisée dans la fabrication de pièces et composants pour cycles mais également pour la pêche, le snowboard et l'aviron. L’activité golf a été abandonnée en 2003 à la suite d'un échec commercial.
L'entreprise jouit d'une très forte hégémonie sur le segment des équipements pour vélos (dérailleurs, manettes de vitesses et de freins, pédales, roues, etc.). En 2015, elle occupe 70% de la part des ventes de composants vélo, et 50% des ventes de composants sont issus de ses ateliers. Ses activités cycles contribuent aux trois cinquièmes de son chiffre d’affaires. Shimano est également le leader dans le domaine des moulinets mais aussi des cannes à pêche.
En 2021, Taizo Shimano est nommé président de l'entreprise tandis que Yozo Shimano, ancien président devient président du directoire ,.

## Quelques chiffres
- 11 364 salariés à travers le monde, toutes filiales confondues (2022)[7]
- 60 % de ses produits fabriqués à l’extérieur de l’archipel
- Chiffres d'affaires 2017 : 335 milliards de yen (2,5 milliards d'euros en avril 2018)[8]

## Shimano et le vélo
- En 1921, Shozaburo Shimano fonde son entreprise à Osaka au Japon. Il débute par la fabrication d’un pignon roue libre[9].
- En 1956, Shimano sort son premier dérailleur : il s’agit en fait d’une copie du dérailleur Simplex de 1950.
- En 1973, Shimano fait son entrée dans le peloton cycliste professionnel (voir chapitre « Compétition »). Il s’agit alors de faire connaître sa série haut-de-gamme « Dura-Ace ».
- En 1982, Shimano s’attaque au monde du VTT avec sa gamme « Deore XT ».
- En 2008, Shimano sort un dérailleur électrique pour contrer son rival Campagnolo et relancer ce système.

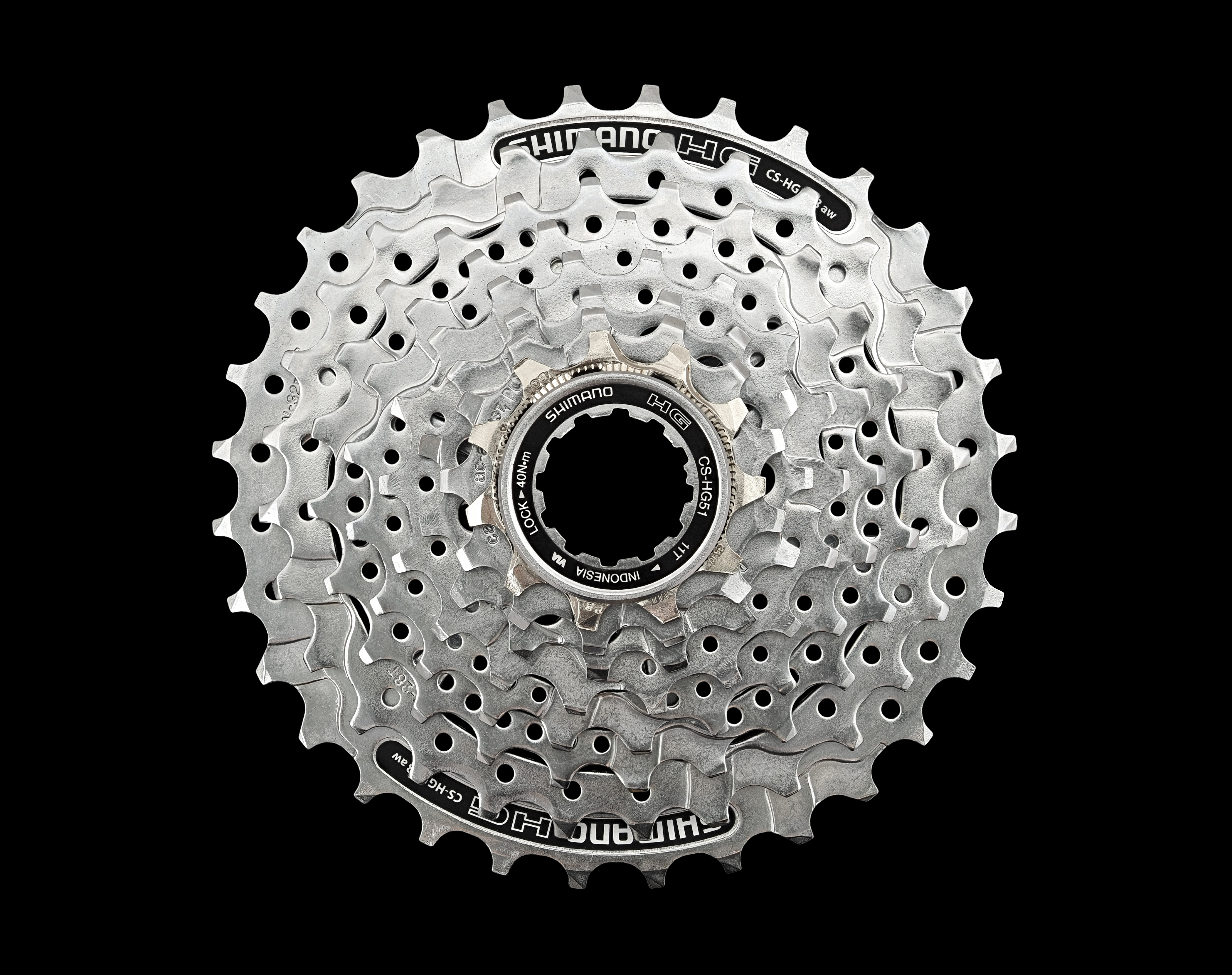
Cassette Shimano type 'hyperglide'.

## Compétition cycliste

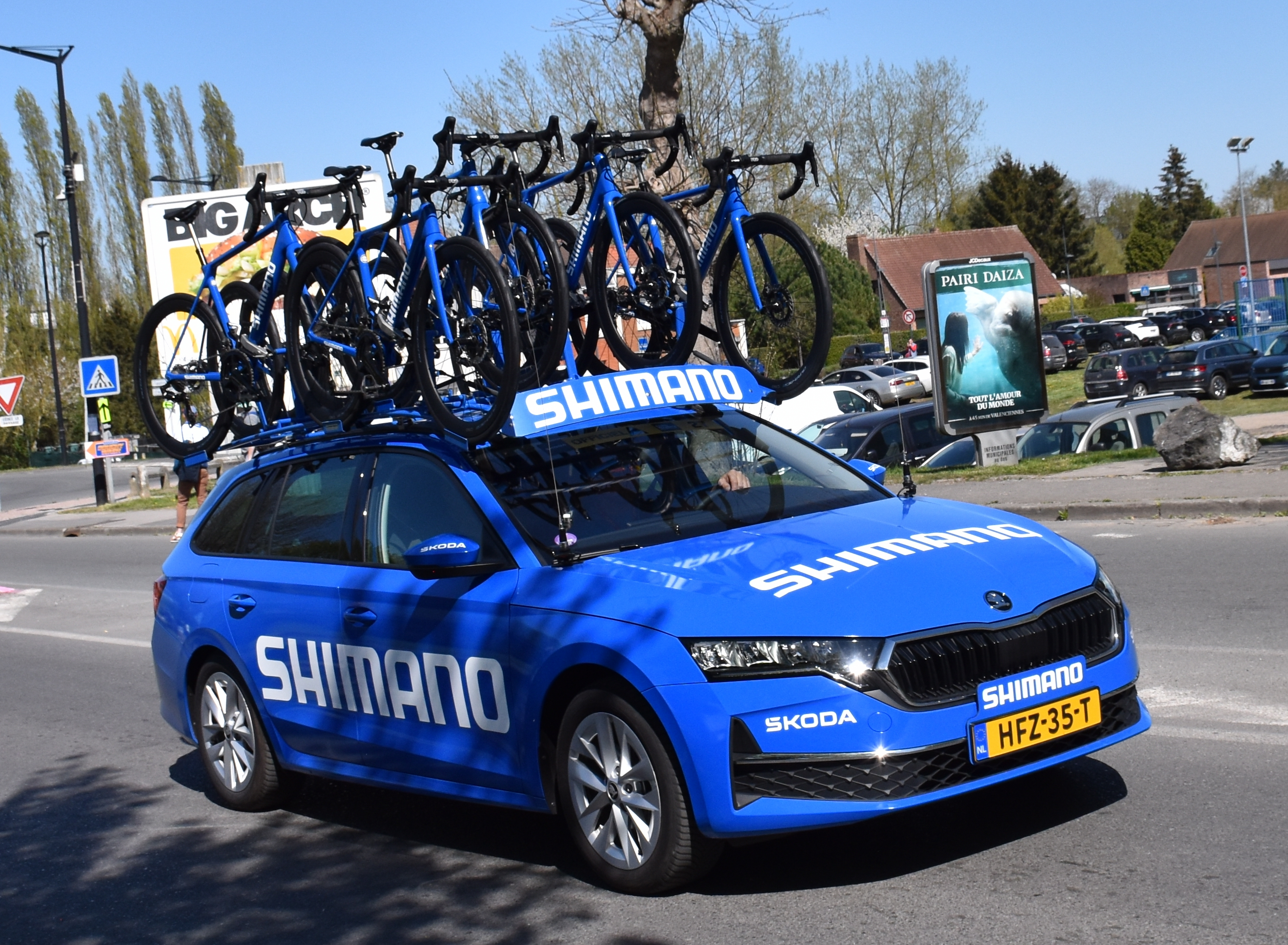
Véhicule Shimano, pendant le Paris-Roubaix 2025.

- En 1973, Shimano fait son entrée dans le peloton professionnel en devenant partenaire de l’équipe Flandria de Freddy Maertens. Cette année-là, une polémique éclata après les championnats du monde, Eddy Merckx étant accusé d’avoir favorisé les intérêts de Campagnolo (en laissant gagner Felice Gimondi) plutôt que d’aider son compatriote Maertens.
- En 2024, 14 équipes cyclistes sur les 18 que compte le World Tour masculin sont équipées par Shimano, que ce soit par les groupes, roues, chaussures... Dans le Women World Tour, 9 équipes cyclistes sur 15 sont équipées de produits Shimano[10].

## Sites de production
Shimano possède des usines au Japon, en Malaisie, à Singapour, en Chine, au Cambodge, en Indonésie, aux Philippines, en République tchèque (à Karviná) et aux États-Unis.